# Yponomeuta orientalis
Yponomeuta orientalis is een vlinder uit de familie van de stippelmotten (Yponomeutidae). De wetenschappelijke naam van de soort werd in 1970 gepubliceerd door Zagulyayev.